# St. Jakob (Leutenberg)
St. Jakob ist eine Ansiedlung von Leutenberg im Landkreis Saalfeld-Rudolstadt in Thüringen.

## Lage
Die Kreisstraße 166 führt durch das Lemnitztal und verbindet das Hochplateau um das Dorf St. Jakob mit dem westlich nach dem Dorfende liegenden Ortsteil Munschwitz und mit der Bundesstraße 90 im westlich liegenden Sormitztal. Auch diese Hochfläche wird von Wald umrahmt. Die Gemarkungen von St. Jakob und Munschwitz gehören dem Südostthüringer Schiefergebirge an und weisen die gleichen Qualitäten vor wie in den Nachbarorten.

## Geschichte
Für St. Jakob wurde das Jahr 1436 als urkundliche Ersterwähnung ermittelt. St. Jakob und Munschwitz haben ein gemeinsames Ortssiegel, weil sie immer schon eine Gemeinde bildeten. Beide Orte gehörten zur Grafschaft Schwarzburg-Leutenberg und nach dessen Erlöschen von 1564 bis 1918 zur Oberherrschaft der Grafschaft bzw. des Fürstentums Schwarzburg-Rudolstadt.
Auf dem Siegel sind das Pfarrhaus und das Schulhaus sowie drei Linden dargestellt. Die landwirtschaftlich geprägten Orte gingen zur Zeit der DDR den Weg der ostdeutschen Agrarpolitik und setzten auch auf den Tourismus.